# Eparchia błagowieszczeńska i tyndyńska
Eparchia błagowieszczeńska i tyndyńska – jedna z eparchii Rosyjskiego Kościoła Prawosławnego, z siedzibą w Błagowieszczeńsku. Obejmuje terytorium obwodu amurskiego.

## Historia
Eparchia powstała w 1899 w wyniku podziału eparchii kamczackiej. W latach 30. XX w. działalność administratury zamarła wskutek represji komunistycznych (ostatni ordynariusz eparchii z tego okresu, biskup German (Kokkiel), został uwięziony w 1933 i rozstrzelany cztery lata później). W 1946 terytorium eparchii błagowieszczeńskiej zostało włączone do eparchii chabarowskiej, w latach 1949–1988 wchodziło w skład eparchii irkuckiej i czyckiej, a później ponownie znalazło się w eparchii chabarowskiej. 28 grudnia 1993 postanowieniem Świętego Synodu Rosyjskiego Kościoła Prawosławnego eparchia została reaktywowana pod nazwą błagowieszczeńska i tyndyńska. Obecną katedrę eparchii (sobór Zwiastowania w Błagowieszczeńsku) zbudowano w latach 1997–2002, w miejscu zburzonej w 1930 cerkwi Opieki Matki Bożej.

## Biskupi błagowieszczeńscy (po reaktywacji eparchii)
- Gabriel (Stebluczenko), 1994–2011 (od 2003 arcybiskup)[2][4]
- Lucjan (Kucenko), od 2011 (od 2017 arcybiskup)[5]

## Dekanaty
W skład eparchii wchodzi 6 dekanatów:
- biełogorski i mazanowski
- burejski i anchariński
- centralny
- północny
- swobodnieński
- szymanowski i skoworodiński

W 2015 w obrębie eparchii działało 66 parafii, obsługiwanych przez 49 kapłanów.

## Monastery
Na terenie eparchii działają 3 monastery:
- Monaster Trójcy Świętej w Troickim, męski
- Monaster Ałbazińskiej Ikony Matki Bożej „Słowo Stało Się Ciałem” w Sredniebiełej, żeński
- Monaster Opieki Matki Bożej w Tyndzie, żeński